# Miles in the Sky
Miles in the Sky je studiové album amerického jazzového trumpetisty Milese Davise. Jeho nahrávání probíhalo v lednu a v květnu 1968 v Columbia Studio B v New Yorku. Album pak vyšlo v září 1968 u vydavatelství Columbia Records. Jeho producentem byl Teo Macero.

## Seznam skladeb
| Pořadí         | Název          | Autor          | Délka |
| -------------- | -------------- | -------------- | ----- |
| 1.             | Stuff          | Miles Davis    | 17:03 |
| 2.             | Paraphernalia  | Wayne Shorter  | 12:42 |
| 3.             | Black Comedy   | Tony Williams  | 7:31  |
| 4.             | Country Son    | Miles Davis    | 13:56 |
| Celková délka: | Celková délka: | Celková délka: | 51:12 |

## Obsazení
- Miles Davis – trubka
- Wayne Shorter – tenorsaxofon
- Herbie Hancock – piano, elektrické piano
- George Benson – elektrická kytara
- Ron Carter – kontrabas, baskytara
- Tony Williams – bicí